# 宮崎優子 (声優)
宮崎 優子（みやざき ゆうこ、1月23日 - ）は、日本の女性声優。以前は81プロデュースに所属していた。東京都出身。
趣味・特技は日本舞踊。 

## 出演作品

### テレビアニメ
- ぜんまいざむらい（あり婆、ネコ、妖怪おにぎり小僧）
- デルトラクエスト（ミルフィ）
- ながされて藍蘭島（くまくま、しおり）
- Venus Versus Virus（カップル女）
- やさいのようせい N.Y.SALAD（プチトマト）

### 吹き替え
- プリズン・ブレイク（サーシャ、グレイシー）

### ラジオ
- 声優王国!あんたの声が好きやねん（パーソナリティー（第10期））